# 红白阿伦

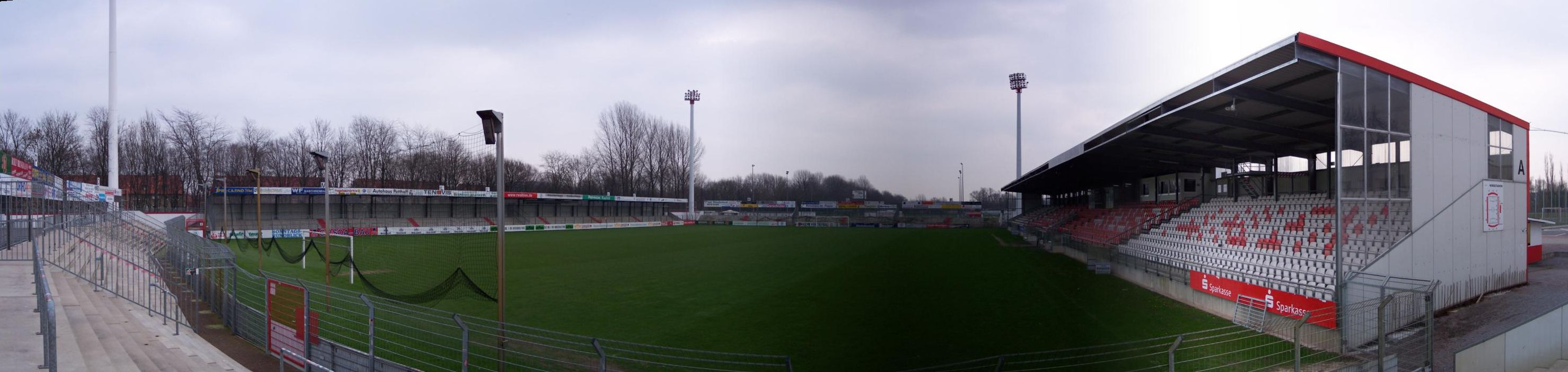
韦塞球场

红白阿伦是位於德國北莱茵-威斯特法伦明斯特行政区，瓦伦多夫县的煤業小鎮阿伦（Ahlen）的足球會。直到不久以前，阿伦由主要贊助商冠名稱為「LR阿伦」（LR Ahlen），但隨著阿伦在2006年從德乙降級到地區聯賽，贊助商撤回冠名，球隊改稱「红白阿伦」（Rot-Weiß Ahlen）。

## 球會歷史
球會源於1900年代早期當地的煤礦工人在工餘時間的擲球遊戲。1917年建立的「Freie Sportclub Union (FSCU) Ahlen」更成為當地知名的球隊之一，參加當時的第二級聯賽。納粹德國當政後，由於球隊四份三的會員為外國人，政治上不容於新政權而遭解散。1933年一支名為「Tus Germania Ahlen」的新球隊成立，稍後更與當地的強隊「Wacker Ahlen」合併而成為市內最大的體育會。
第二次世界大戰後試圖重建當地球隊的努力未能成事，直到1948年8支戰前的球隊聯合組成「TuS Ahlen」，新球隊在往後的數十年一直在當地的頂級聯賽中角逐。1991年球隊面對財務危機，更被降級到低級聯賽。當地一名熱心人士赫尔穆特·斯毕克（Helmut Spikker）協助球隊渡過難關，以自己的化妝品公司「LR國際」（LR International）支持球隊。
1990年代初開始，「TuS Ahlen」展開一段成功之旅，於1993年奪得第七級的「威斯特法倫區級聯賽」（Berzirksliga Westfalen (VII)）冠軍，升級到「威斯特法倫全國聯賽」（Landesliga Westfalen (VI)），其後連續三季奪冠升級，先是「威斯特法倫-東北聯會聯賽」（Verbandsliga Westfalen-Nordost (V)），然後到「威斯特法倫州級聯賽」（Oberliga Wetsfalen (IV)），最後升上第三級的「地區聯賽西及西南部賽區」（Regionalliga West/Südwest (III)）。
1996年6月1日「TuS Ahlen」與「Blau-Weiß Ahlen」合併組成「LR艾伦」（德語全名為Leichtathletik Rasensport Ahlen），在1996/97年球季開始在「地區聯賽西及西南部賽區」中角逐，奪得聯賽第4位。翌年希望爭取繼續升級而簽入數名有德甲經驗的球員，但成績未如理想，只獲得聯賽第6位，季後惟有放棄一眾貴價球員。1998/99年「LR艾伦」力雖然不足爭標，但整季維持在聯賽榜上游，最終仍獲第6位。1999/2000年球季力拒熱門球隊希根（Sportfreunde Siegen）奪得亞軍席位，在季後升級附加賽，首先賽和南部賽區（Regionalliga Süd）亞軍柏夫蘭杜夫（SC Pfullendorf）及擊敗東北部賽區（Regionalliga Nordost）冠軍柏林聯隊（1. FC Union Berlin），獲得升上德乙的資格。
「LR艾伦」在第二級聯賽的最佳成績來自首個球季的第6位，往後的五個球季一直為保級打拚，直到2006年終以第17位而降級。降級後「LR艾伦」失去主要的贊助商，更於2006年5月31日更名為「红白艾伦」（Rot-Weiß Ahlen），8月尾主席斯毕克亦離開球隊，由副會長海因兹-约根·高士达（Heinz-Jürgen Gosda）接任。2007/08年球季贏得地區聯賽北部賽區（Regionalliga Nord）的冠軍而重返德乙，但因在2009/10年球季表現不濟，於第31輪不敵亞琛後已宣佈提早降級至德丙。

## 球會榮譽
- 威斯特法倫區級聯賽（Berzirkliga Westfalen）冠軍：1993年；
- 威斯特法倫全國聯賽（Landesliga Westfalen）冠軍：1994年；
- 威斯特法倫聯會聯賽東北賽區（Verbandsliga Westfalen Nordost）冠軍：1995年；
- 威斯特法倫州級聯賽（Oberliga Westfalen）冠軍：1996年；
- 地區聯賽北部賽區（Regionalliga Nord）冠軍：2008年；

## 德乙成績
- 2000/01年：第06位；
- 2001/02年：第08位；
- 2002/03年：第12位；
- 2003/04年：第12位；
- 2004/05年：第13位；
- 2005/06年：第17位（降級）；
- 2008/09年：第10位；
- 2009/10年：第18位（降級）

## 球員名單
更新日期：2010年1月4日 (一) 05:28 (UTC) 
粗體字為新加盟球員 

### 目前效力（2009/10）
| 編號  | 國籍     | 球員名字                                          | 位置  | 出生日期   | 加盟年份 | 前屬球會       | 身價     |
| 門 將 | 門 將    | 門 將                                             | 門 將 | 門 將      | 門 將    | 門 將          | 門 將    |
| ----- | -------- | ------------------------------------------------- | ----- | ---------- | -------- | -------------- | -------- |
| 1     | 德国     | 迪尔克·朗格拜因（Dirk Langerbein）                | 門將  | 1971.09.09 | 2007     |                |          |
| 12    | 德国     | 图尔加伊·塔普（Turgay Tapu）                      | 門將  | 1982.04.29 | 2008     | 红白艾伦二隊   |          |
| 33    | 德国     | 曼努埃尔·伦茨（Manuel Lenz）                      | 門將  | 1984.10.23 | 2007     | 烏帕達爾       |          |
| 後 衛 |          |                                                   |       |            |          |                |          |
| 2     | 德国     | 马塞尔·布施（Marcel Busch）                       | 後衛  | 1982.02.02 | 2007     | 佩夫倫多夫     |          |
| 3     | 德国     | 斯文·沙夫拉特（Sven Schaffrath）                  | 後衛  | 1984.07.13 | 2007     | 烏帕達爾       |          |
| 4     | 克罗地亚 | 马林科·米莱蒂奇（Marinko Miletić）                | 後衛  | 1980.10.08 | 2007     | 居特斯洛赫     |          |
| 5     | 德国     | 奥莱·基特纳（Ole Kittner）                        | 後衛  | 1987.10.15 | 2006     | 青年軍         | --       |
| 6     | 德国     | 罗纳德·毛尔（Ronald Maul）                        | 後衛  | 1973.02.13 | 2008     |                |          |
| 19    | 德国     | 尼尔斯·德林（Nils Döring）                        | 後衛  | 1980.04.23 | 2008     |                |          |
| 23    | 德国     | 巴尔达萨雷·迪格雷戈里奥（Baldassare di Gregorio） | 後衛  | 1984.01.22 | 2006     | 艾舒邦         |          |
| 29    | 德国     | 马克-塞巴斯蒂安·佩尔策（Marc-Sebastian Pelzer）   | 後衛  | 1984.01.22 | 2009     | 德累斯顿迪纳摩 | 自由轉會 |
| 中 場 |          |                                                   |       |            |          |                |          |
| 7     | 德国     | 马丁·施塔尔贝格（Martin Stahlberg）               | 中場  | 1985.01.29 | 2006     | 红白艾伦二隊   |          |
| 8     | 德国     | 丹尼尔·蒂乌内（Daniel Thioune）                   | 中場  | 1974.07.21 | 2004     | 呂貝克         |          |
| 10    | 美国     | 格罗弗·吉布森（Grover Gibson）                    | 中場  | 1978.11.18 | 2007     | 明斯特         |          |
| 13    | 德国     | 延斯·博伊默（ Jens Bäumer）                       | 中場  | 1978.08.09 | 2006     | 明斯特         |          |
| 17    | 德国     | 菲利普·海特尔特（Philipp Heithölter）             | 中場  | 1982.08.28 | 2007     | 基爾荷斯坦     |          |
| 20    | 德国     | 米夏埃尔·维曼（Michael Wiemann）                  | 中場  | 1987.02.09 | 2006     | 青年軍         | --       |
| 22    | 德国     | 曼努埃尔·伯尔斯特勒（Manuel Bölstler）            | 中場  | 1983.04.26 | 2008     | 烏帕達爾       |          |
| 前 鋒 |          |                                                   |       |            |          |                |          |
| 9     | 马拉维   | 丹尼尔·齐祖洛（Daniel Chitsulo）                  | 前鋒  | 1983.03.07 | 2008     | 奥斯纳布吕克   |          |
| 11    | 德国     | 拉尔斯·托博格（Lars Toborg）                      | 前鋒  | 1975.08.19 | 2006     | 瓦滕沙伊德     |          |
| 16    | 德国     | 勒内·米勒（René Müller）                          | 前鋒  | 1974.05.19 | 2008     |                |          |

### 借用球員
| 編號 | 國籍   | 球員名字                                          | 位置 | 出生日期   | 加盟年份 | 借用球會 | 借用年期  |
| ---- | ------ | ------------------------------------------------- | ---- | ---------- | -------- | -------- | --------- |
| 25   | 德国   | 马里奥·弗兰契奇（Mario Vrančić）                  | 中場 | 1989.05.23 | 2009     |          | 09/10球季 |
| 28   | 喀麦隆 | 阿兰·儒尼奥尔·奥莱·奥莱（Alain Junior Ollé Ollé） | 中場 | 1987.04.11 | 2010     |          | 09/10季末 |

### 離隊球員（2009/10）
| 編號 | 國籍           | 球員名字                                | 位置 | 出生日期   | 加盟年份 | 前屬球會 | 身價                             |
| ---- | -------------- | --------------------------------------- | ---- | ---------- | -------- | -------- | -------------------------------- |
| 24   | 德国           | 丹尼尔·费尔根豪尔（Daniel Felgenhauer） | 後衛 | 1973.05.10 | 2005     | --       | 提前解約                         |
| 30   | 刚果民主共和国 | 多米尼克·孔贝拉（Dominick Kumbela）     | 前鋒 | 1984.04.20 | 2008     | 布倫瑞克 | 不詳                             |
| 15   | 澳大利亚       | 迪诺·久比奇（Dino Đulbić）              | 後衛 | 1983.02.16 | 2009     | --       | 提前解約                         |
| 18   | 德国           | 马尔科·罗伊斯（Marco Reus）             | 中場 | 1989.05.31 | 2007     |          | 100万欧元 （页面存档备份，存于） |
| 21   | 德国           | 凯文·格罗斯克罗伊茨（Kevin Großkreutz） | 前鋒 | 1988.07.19 | 2007     |          | 自由转会                         |

## 著名球員
- （Vladimir Jugović）
- 迪尔克·舒斯特（Dirk Schuster）
- 马尔科·罗伊斯（Marco Reus）

## 外部連結
- （德文）艾伦官方网站
- http://www.abseits-soccer.com/clubs/ahlen.html （页面存档备份，存于）